# Província do Sul (Nova Caledônia)
A Província do Sul (em francês: Province Sud) é uma das três divisões administrativas da Nova Caledônia. Corresponde à porção sul e sudoeste da ilha principal que forma o território da Nova Caledônia. Em 2019, a província tinha uma população de 203 144 habitantes.